# Torre Roble
Der Torre Roble ist ein Bürohochhaus in San Salvador.
Das Hochhaus wurde vom Architekten Manuel Roberto Meléndez Bischitz (1934–2011) entworfen und hat eine Höhe von 54 Metern. Das zwölfstöckige Gebäude wird vom Bauträger Grupo Roble und der Comisión Ejecutiva Portuaria Autónoma seit 1974 als Verwaltung genutzt. Es befindet sich am Boulevard de los Héroes im Komplex des Einkaufszentrums Metrocentro San Salvador.